# Goitj
Goitj (del ruso: Гойтх) es un seló del raión de Tuapsé del krai de Krasnodar, en el sur de Rusia. Está situado en las estribaciones del Cáucaso Occidental, en la cabecera del río Pshish, 27 km al nordeste de Tuapsé y 94 km al sur de Krasnodar, la capital del krai. Tenía 533 habitantes en 1999.
Pertenece al municipio Oktiábrskoye.

## Historia
El fuerte Goitj fue erigido el 23 de marzo de 1863. El 22 de mayo de 1866 se abandona el fuerte por la pérdida de significado militar. Goitj pertenecía al otdel de Maikop del óblast de Kubán según los registros de 1888 y 1917. Recibió la inmigración de griegos pónticos que emigraron por las persecuciones en el Imperio otomano. Del 26 de abril de 1923 al 10 de marzo de 1925 perteneció al volost de Jadyzhensk del otdel. A partir de la última fecha pasa a formar parte del raión nacional armenio. En 1955 figura ya como parte del raión de Tuapsé.

## Transporte
Cuenta con una estación en la línea Armavir-Tuapsé del ferrocarril del Cáucaso Norte.